# Людвинов (Петриковский район)
Людвинов (бел. Людзвіноў) — деревня в Муляровском сельсовете Петриковского района Гомельской области Беларуси.
Неподалёку расположено месторождение железняка. Кругом лес. Мелиоративные каналы.

## География

### Расположение
В 18 км на северо-восток от Петрикова, 4 км от железнодорожной станции Муляровка (на линии Лунинец — Калинковичи), 180 км от Гомеля.

## Транспортная сеть
Транспортные связи по просёлочной, затем автомобильной дороге Лунинец — Гомель. Планировка состоит из 2 плотно расположенных между собой прямолинейных улиц меридиональной ориентации, застроенных двусторонне деревянными усадьбами.

## История
По письменным источникам известна с XIX века как фольварк в Петриковской волости Мозырского уезда Минской губернии. Обозначена на карте 1866 года, которая использовалась Западной мелиоративной экспедицией, работавшей в этих местах в 1890-е годы. В 1931 году организован колхоз. Во время Великой Отечественной войны оккупанты в марте 1943 года сожгли живыми 125 жителей в колхозном хлеве (похоронены в могиле жертв фашизма на юго-восточной окраине деревни) и 7 дворов. 34 жителя погибли на фронте. Согласно переписи 1959 года в составе колхоза «Большевик» (центр — деревня Куритичи). На окраине расположен памятник народного зодчества — амбар XIX — начала XX веков.

## Население

### Численность
- 2004 год — 35 хозяйств, 52 жителя.

### Динамика
- 1897 год — 3 двора, 59 жителей (согласно переписи).
- 1917 год — 79 жителей.
- 1940 год — 56 дворов, 290 жителей.
- 1959 год — 220 дворов (согласно переписи).
- 2004 год — 35 хозяйств, 52 жителя.